# Weiskopfův mlýn
Weiskopfův mlýn (čp. 323), nazývaný též jako Horní mlýn, byla významná průmyslová budova na Sedleckém předměstí v Kadani v blízkosti Horního (Velkého) jezu na řece Ohři (současná Lázeňská ulice). První zmínka o něm pochází již z roku 1467, zbořen pak byl v roce 1969.

## Historie
Na Sedleckém předměstí v Kadani, nazývaném též Víska, vznikl již ve středověku u tzv. Horního (Velkého) jezu mlýn. Nedaleko tohoto jezu, kterým proplouvali voraři plavící dřevo z Krušných hor dále po řece Ohři, se také nacházel jeden z nejstarších kadaňských brodů. K roku 1467 je jako majitel mlýna zmiňován měšťan Gregor Kürschner. Po něm se vlastníkem stalo město Kadaň, které však mlýn již roku 1468 prodalo bohatému cechu soukeníků. Ti využívali budovu nejen jako mlýn, ale také jako továrnu na zpracování vlny a sukna. Provozovali zde také pilu a brusírnu. Roku 1479 je v historických písemnostech doložen městský vodovod, který vedl pod Horním jezem a propojoval Horní mlýn a celé Sedlecké předměstí s prameny u Kostelního Dvora na pravém břehu řeky Ohře. Roku 1560 město mlýn opět odkoupilo a dalo při něm vystavět renesanční vodárenskou věž. V kronikách je zmiňováno časté poškození mlýna během ledochodů, mimo jiné v letech 1658 a 1734.

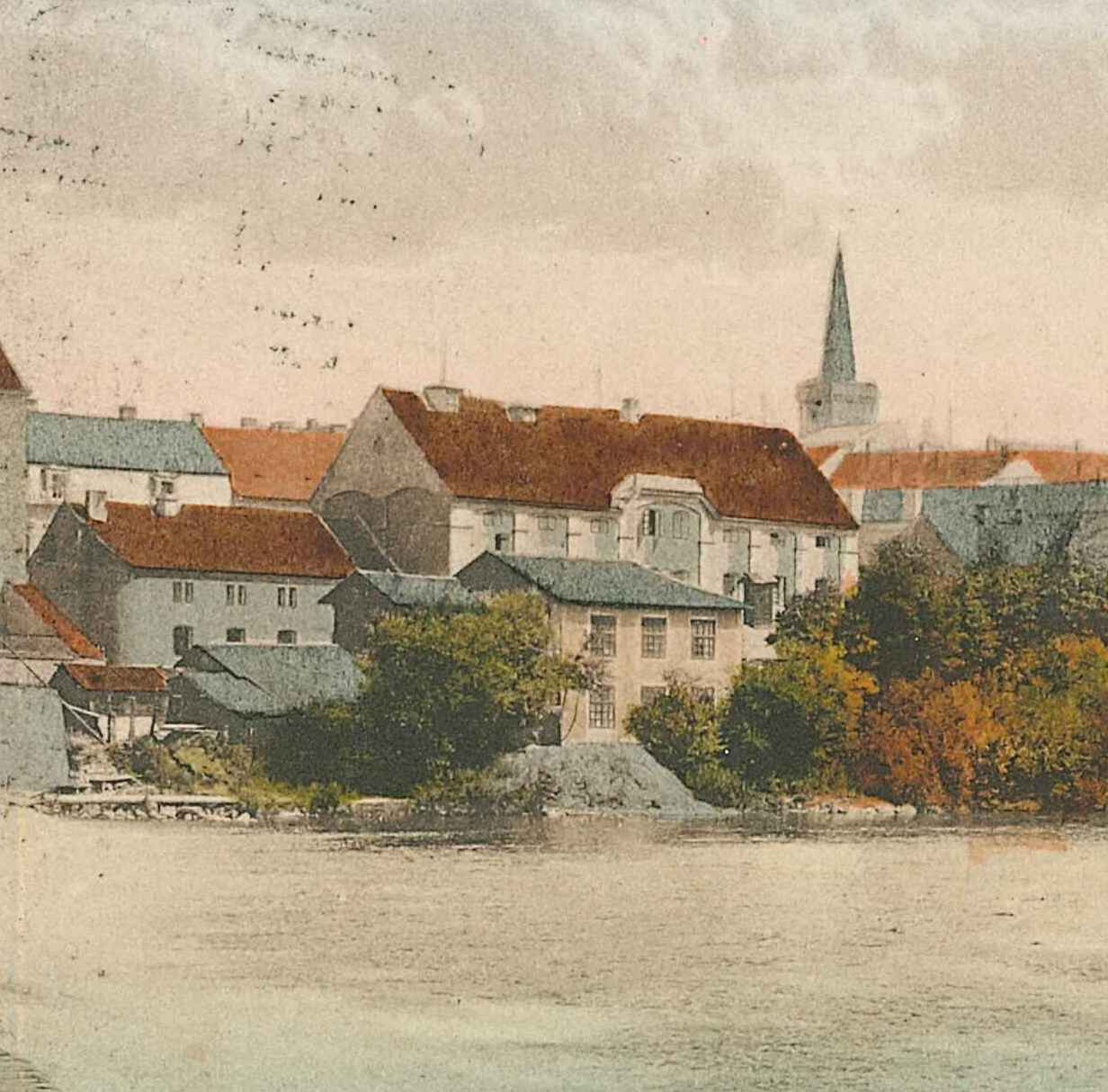
Weiskopfův mlýn na kolorované fotografii okolo roku 1900

V místech poblíž mlýna se dříve nacházel zvláštní rybářský revír, ve kterém předměstští rybáři dle historických pramenů lovili okouny, parmy, kapry, štiky, úhoře a pstruhy, ale i lososy a ve velkém množství též říční raky. O nich víme, že posloužili jako pohoštění řadě významných návštěv v Kadani, podáváni byli například roku 1562 římskému císaři Ferdinandu I. Habsburskému nebo roku 1569 arcibiskupovi pražskému Antonu Brusovi z Mohelnice. V rybářském revíru poblíž Weiskopfova mlýna byly loveny také škeble čili perlorodky říční, v nichž rybáři čas od času nacházeli i říční perly. Rybářství v Kadani má dlouhou historii. Kupříkladu spolek rybářů zde existuje již od roku 1883.
V průběhu sedmdesátých let 19. století se vlastníkem Horního mlýna stali Weiskopfovi, významná kadaňská židovská rodina, a proto se brzy ujalo pojmenování mlýna jako mlýn Weiskopfův. Potomkem této rodiny byl Josef Weiskopf, který později provozoval další z kadaňských mlýnů, a sice na říčce Bystřici (nazývané též jako Prunéřovský potok) na sousedním Špitálském předměstí. Od konce osmdesátých let 19. století je jako majitel mlýna uváděn Ludwig Norbert Müller, který jej nechal výrazně přestavět a modernizoval jej na tzv. umělý válcový mlýn s turbínou. Nejslavnější osobností této rodiny se stal Ludwig Müller, vnuk zmíněného mlynáře. Ten byl od roku 1909 důstojníkem rakousko-uherského námořnictva a za první světové války sloužil jako kapitán válečné ponorky. Roku 1945 byla rodina Müllerových, která se hlásila k německé národnosti, vyhnána z Kadaně během nechvalně proslulých odsunů Němců z českého pohraničí a mlýn jim byl zkonfiskován. Od té doby budova chátrala, také Horní jez byl poškozen, neboť od roku 1940 byl protržen velkou vodou. Až v roce 1950 došlo k postupné rekonstrukci jezu, který zajišťoval vzdutí řeky Ohře potřebnému nejen k odběru vody městskou vodárnou, ale i dostatečnou hloubku řeky pro výše proti proudu situovanou říční městskou plovárnu u restaurantu Split. Provoz Weiskopfova mlýna byl úplně zastaven okolo roku 1960. Během asanací na Sedleckém předměstí v Kadani proběhla roku 1969 kompletní demolice mlýnské budovy, při níž byl také zavezen původní mlýnský náhon.

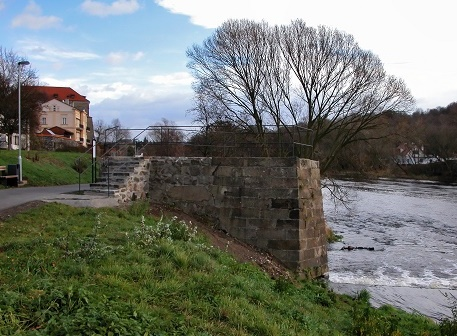
sokl zbylý po demolici mlýna

## Zajímavosti
K místům okolo Horního mlýna na Sedleckém předměstí se váže celá řada pověstí. Mezi nimi například pověst o nezměrném pokladu nalezeném poblíž nedaleké Vodní brány zdejším mlynářským tovaryšem, dále o vodnících a říčních pannách z družiny víly Egérie, tajemné královny řeky Ohře, o přízračném převozníku zjevujícím se v místech, kde býval až do poválečných časů jeden z kadaňských přívozů, či o pohance Walpurgis, již je prý možno spatřit na břehu, jak pere krvavé košile sedíc při tom na mohutném balvanu v řece nazvaném Walpuržin kámen a mnohé další.